# Saules (Doubs)
Saules é uma comuna francesa na região administrativa de Borgonha-Franco-Condado, no departamento de Doubs. Estende-se por uma área de 7,64 km². Em 2010 a comuna tinha 234 habitantes (densidade: 30,6 hab./km²).